# Результат інтелектуальної діяльності
Результа́т інтелектуа́льної дія́льності (РІД) — нематеріальний комерційний продукт, що підлягає використанню (правовий термін). Результати інтелектуальної діяльності, яким відповідно до чинного законодавства надається правова охорона, є об'єктами інтелектуальної власності (ОІВ). Правова охорона ОІВ побудована на принципі надання виключних прав на ці об'єкти. Винятковим правом є право особи на використання об'єктів, що охороняються на свій розсуд, включаючи право заборонити використання зазначених об'єктів іншим особам, якщо таке використання не порушує прав інших правовласників. Результати інтелектуальної діяльності, правова охорона яким не представлена, відносяться до інтелектуальних продуктів, що не охороняються.

## Об'єкти інтелектуальної власності
В рамках ОІВ виділяються права на об'єкти інтелектуальної промислової власності, об'єкти, що об'єднують РІД, що охороняються та не охороняються, об'єкти авторського права і суміжних прав, а також права на засоби індивідуалізації. Правова охорона об'єктів інтелектуальної промислової власності виникає внаслідок здійснення процедури закріплення прав. Правова охорона об'єктів, що відносяться до інших видів прав, виникає в силу самого факту створення активів і державна реєстрація прав на них може здійснюватися в добровільному порядку.
Для об'єктів інтелектуальної промислової власності існують два способи закріплення прав на дані об'єкти:
- відкритий — шляхом оформлення патенту;
- закритий — шляхом охорони секретів виробництва (ноу-хау) в режимі комерційної таємниці.

Вибір на користь того чи іншого способу правової охорони обумовлюється можливістю отримання максимальної комерційної вигоди конкретним правовласником.
Об'єкти інтелектуальної власності відображаються в бухгалтерському обліку організації у складі необоротних активів відповідно до вимог положення з бухгалтерського обліку ПБО 14/2007 «Облік нематеріальних активів».

## Інтелектуальний продукт, що не охороняється
Інтелектуальний продукт, що не охороняється є результат інтелектуальної діяльності, який:
підлягає правовій охороні, але не захищений правовстановлюючими документами, оформленими у встановленому законодавством порядку;
не підлягає правовій охороні відповідно до норм чинного законодавства.
Результати інтелектуальної діяльності, які відносяться до не інтелектуальних продуктів, що не охороняються, відображаються в бухгалтерському обліку організації у складі необоротних активів відповідно до вимог положення з бухгалтерського обліку ПБО 17/02 «Облік витрат на науково-дослідні, дослідно-конструкторські та технологічні роботи».

## Негативний результат інтелектуальної діяльності
Внаслідок творчого характеру інтелектуальної діяльності її результат може бути негативним. Під негативним результатом розуміють результат, що виник з не залежних від виконавця обставин і який в подальшому не може бути використаний для отримання економічних вигод. Крім того, даний результат не є рішенням поставленої задачі виходячи з існуючого рівня розвитку науки і техніки.
Отримання даного результату не означає, що витрати, пов'язані з його отриманням, не є економічно виправданими. Витрати з науково-технічної діяльності, що дали негативний результат, можуть бути віднесені на збитки.